# Kahnawake Sports Complex
Le Kahnawake Sports Complex est un équipement sportif situé sur la réserve amérindienne de Kahnawake, au sud de Montréal et près de Châteauguay.

## Histoire
En 2006 le centre a accueilli avec la ville de Châteauguay le National Aboriginal Hockey Championships (Championnat national de hockey des Autochtones).